# ایوان آلوارز
ایوان آلوارز (انگلیسی: Ivi؛ زادهٔ ۲۹ ژوئن ۱۹۹۴) بازیکن فوتبال اهل اسپانیا است که در پست مهاجم برای باشگاه لهستانی راکو چنتستوخووا بازی می‌کند.